# Tom Brechtlein
Tommy "Tom" Brechtlein (født 10. maj 1957 i East Meadow, New York, USA) er en amerikansk trommeslager.
Brechtlein var trommeslager i Chick Corea´s gruppe (1978-1983). Spillede efter Corea med i Al Di Meola´s gruppe. Han har ligeledes spillet med Wayne Shorter, Bunny Brunell, Herbie Hancock, Frank Gambale, Allan Holdsworth, Jean Luc Ponty etc. Han er inspireret af Joe Morello, Philly Joe Jones, Max Roach, Jo Jones, Elvin Jones og Tony Williams. Han var som dreng i starten mest involveret i rock musik, med inspiration fra Jimmy Hendrix, The Who og Cream, men blev tiltrukket af jazzen da han hørte Dave Brubeck´s kvartet med Joe Morello på trommer, og Thad Jones/Mel Lewis big band. Han kom senere med i Robben Ford´s gruppe i (1986), som han har spillet med siden. Har dog turneret med Chick Corea igen i (1988) og (2004).

## Udvalgt diskografi
- Secret Agent (1979) - med Chick Corea
- Tap Step (1980) - med Chick Corea
- Ivanhoe (1982) - Bunny Brunell
- Truth in Shredding (1990) - med Allan Holdsworth og Frank Gambale